# Pierre Simon Girard
Pierre Simon Girard (Caen, 4 novembre 1765 – Parigi, 30 novembre 1836) è stato un ingegnere e fisico francese.
Era il bisnonno di Charles Richet (1850-1935), premio Nobel per la medicina nel 1913.

## Biografia
Formatosi alla prima École des ponts et chaussées, Pierre Simon Girard apparteneva, come Gaspard de Prony, alla piccola schiera di ingegneri civili che a quell'epoca avevano una sufficiente conoscenza dell'analisi matematica per leggere e comprendere le opere di Eulero. Al di fuori delle funzioni di ingegnere, Girard intraprese le sue prime ricerche di meccanica nel 1787. Esse concernevano le leggi di resistenza dei solidi reali (conci, legname per carpenteria, ferro battuto) e il dimensionamento delle strutture: travi, muri e colonne.
Nel 1972, applicando i primi risultati delle sue ricerche in questo campo, ricevette il premio proposto dall'Accademia francese delle scienze per il miglioramento delle chiuse.
L'anno successive aiutò l'amico Jacques-Élie Lamblardie a mettere a punto un banco di flessione per misurare la resistenza di pezzi di legno alla flessione e all'instabilità a carico di punta. Questa apparecchiatura riprendeva, perfezionandolo, un modello di Émiland Gauthey, lui stesso ispirato da un banco di trazione di Pieter van Musschenbroek.
Girard pubblicò nel 1798 l'insieme dei suoi risultati nel suo Traité analytique de la résistance des solides, il primo libro in Francia che trattasse esclusivamente la teoria delle travi in tutti i suoi aspetti (trazione, flessione, stabilità elastica, limite di elasticità). Il titolo di questi libro diede il suo nome alla disciplina chiamata resistenza dei materiali.
Le idee di Girard sulle travi sono meno originali di quelle del suo predecessore Coulomb: seguendo da vicino le ipotesi e i metodi di Eulero per la teoria sui carichi di punta, egli non fece altro che perfezionare la teoria di Mariotte sulla flessione delle travi. I suoi risultati sui solidi di pari resistenza tuttavia conobbero una fama durevole.
Nominato ingegnere-capo dei Ponts et Chaussées sotto il Direttorio, la sua partecipazione (con 24 allievi ingegneri) alla spedizione in Egitto di Napoleone Bonaparte gli assicurò una promozione regolare sotto l'Impero. Membro, con Gaspard Monge, dell'Assemblea degli scienziati creata al momento della spedizione, dovette tuttavia attendere più anni una decisione del Bonaparte sulla canalizzazione dell'Ourcq. Oltre allo stato delle finanze della Francia dopo dieci anni di guerre civili e di guerre contro altri stati, un disaccordo persistente con Émiland Gauthey sui metodi da adottare, ritardava la decisione. Girard, nel corso di quegli anni redasse un trattato di idraulica, Essai sur le mouvement des eaux courantes (Saggio sui movimenti delle correnti). Nel 1805 ottenne dal governo la direzione del lavori del canale dell'Ourcq. Ebbe tra i suoi collaboratori, fra gli altri, anche Augustin-Louis Cauchy nel 1809.
Direttore del canale della Somme, ottenne il posto di direttore di divisione dei Ponts et chaussées durante i Cento giorni.
Decaduto da questo grado con la restaurazione, egli vide la sua carriera ristagnare per parecchi anni prima di ottenere la direzione della Società della acque di Parigi.
Nel 1790 aveva collaborato con Gaspard de Prony al Dictionnaire des Ponts et Chaussées.
Nel 1815 fu eletto membro dell'Accademia francese delle scienze, ove presentò in particolare le Réflexions di Sadi Carnot, divenendone poi presidente nel 1830.

## Opere
(in lingua francese)
- Traité analytique de la résistance des solides et des solides d'égale résistance, Firmin Didot, Parigi, 1798 / An VI, 238 p. + tabelle + 7 tavole incise. (edizione tedesca, 1803).
- Mémoires sur les atmosphères liquides, et leur influence sur l'action mutuelle des molécules qu'elles envéloppent, Parigi, 1824.
- Essai sur le mouvement des eaux courantes, et la figure qu'il convient de donner aux canaux qui les contiennent, Impr. de la République, 1804 / an XII.
- Simple exposé de l'état actuel des eaux publiques de Paris, 1831
- Mémoire sur le canal de l'Ourcq et la distribution de ses eaux, 1831-43.
- Devis des ponts à bascule à construire sur le canal de l'Ourcq, Parigi, Impr. imp., 1808.
- Recherches sur les eaux publiques de Paris, les distributions successives qui en ont été faites, et les divers projets, qui ont été proposés pour en augmenter le volume, Parigi, Impr. imp., 1812.
- Recherches sur les établissements de bains publics à Paris, depuis le VIème siècle jusqu'à présent, Parigi, 1833.
- Mémoires sur le Canal de l'Ourcq et la distribution de ses eaux : sur le dessèchement et l'assainissement de Paris, et les divers canaux navigables, Parigi, Carillan-Goeury & Dalmont.